# 巴特沙勒巴赫
巴特沙勒巴赫是奥地利上奥地利州格里斯基尔兴县的一个市镇。总面积8.5平方公里，总人口3446人，人口密度405.4人/平方公里（1° gennaio 2011年）。